# Мальц, Альберт
А́льберт Мальц (англ. Albert Maltz; 28 октября 1908, Бруклин, Нью-Йорк — 26 апреля 1985, Лос-Анджелес) — американский писатель и сценарист. Получил известность как один из «Голливудской десятки» (списка актёров и других деятелей кино, включённых в «чёрный список» Комиссией по расследованию антиамериканской деятельности в эпоху маккартизма). Преследования маккартистов создали ему репутацию лояльного к коммунизму писателя, благодаря чему почти все его произведения были переведены и опубликованы в СССР.

## Биография
Родился в Бруклине, Нью-Йорк, в еврейской семье. Получил образование в Колумбийском университете и Йельской драматургической школе (англ. Yale School of Drama). Работал сценаристом в Театральном союзе (англ. Theatre Union) в начале 1930-х годов. Первый из 18 сценариев для Голливуда написал в 1932 году. В Театральном союзе познакомился со своей будущей женой, поэтессой и журналисткой Маргарет Ларкин, на которой женился в 1937 году. В 1938 году получил Премию имени О’Генри за рассказ «Самый счастливый человек на Земле» (The Happiest Man on Earth), опубликованный в Harper's Magazine, а в 1941 году — за рассказ «Вечер в джунглях» (Afternoon in the Jungle, журнал The New Yorker).
Первый роман Мальца — «Глубинный источник» (The Underground Stream, 1940, рус. пер. 1949) основан на реальных факте — похищении рабочего, профсоюзного активиста группой «Чёрный легион». В 1944 году опубликовал роман «Крест и стрела» (The Cross and the Arrow, рус. пер. 1961), ставший бестселлером.
С начала Второй мировой войны Альберт Мальц работал сценаристом в Голливуде, был номинирован на премию «Оскар» за лучший адаптированный сценарий к фильму  «Гордость морпехов» (англ. Pride of the Marines) 1945 года. В 1947 году в числе «голливудской десятки» подвергся преследованиям и приговорён к году тюрьмы и штрафу в 1000 долларов. Роман «Путешествие Саймона Маккивера» (The Journey of Simon McKeever, 1949) рассказывает историю пожилого человека в поисках смысла жизни. В 1951 году его сценарий фильма «Сломанная стрела» (Broken Arrow) получил премию Гильдии писателей Америки за лучшее американское драматическое произведение, однако, поскольку в то время Мальц был включен в «чёрный список» маккартистов и чтобы его сценарий не был забракован, свою подпись под ним поставил Майкл Блэнкфорт, который и получил премию. Лишь в 1991 году решением Гильдии писателей Америки посмертно было восстановлено авторство Мальца.
Выйдя на свободу, Мальц поселился в Мехико, где продолжал писать. Пережитое во время судебного процесса и тюремного заключения отразилось в пьесе «Дело Моррисона» (The Morrison Case, 1952, рус. пер. 1952) и в романе «Длинный день в короткой жизни» (A Long Day in a Short Life, 1957, рус. пер. 1958). Повесть «Однажды в январе» (A Tale of One January, рус. пер. 1985), которая не была опубликована в США, рассказывает о побеге заключенных из Освенцима. Умер 26 апреля 1985 в Лос-Анджелесе после повторного инсульта. По свидетельству друзей, последние месяцы жизни Мальц работал по 10-12 часов в день, чтобы завершить свой последний роман «Бель канто» (Bel Canto, не опубликован), посвящённый движению Сопротивления во Франции.

## Фильмография
- Два мула для сестры Сары (англ. Two Mules for Sister Sara, 1970)
- Монета (1962)
- Плащаница (1953) (в титрах не указан)
- Сломанная стрела[англ.] (англ. Broken Arrow) (1950) (в титрах не указан)
- Обнажённый город (англ. The Naked City) (1948)
- Плащ и кинжал (англ. Cloak and Dagger) (1946)
- Гордость морпехов (англ. Pride of the Marines) (1945)
- Дом, в котором я живу (англ. The House I Live In), короткометражный (1945)